# H. Rider Haggard

La firma di Haggard

Sir Henry Rider Haggard (Bradenham, 22 giugno 1856 – Londra, 14 maggio 1925) è stato uno scrittore e funzionario britannico.

## Biografia
Nato da una famiglia di origini danesi, fu l'ottavo di dieci figli. Suo padre, William Meybohm Rider Haggard, era un avvocato; la madre, Ella Doveton, era un'appassionata di poesia e letteratura. Dopo aver completato i suoi studi presso la Grammar School della Ipswich School, fallì l'esame di ammissione nell'esercito.
Iniziò prima un'attività di funzionario governativo presso il Foreign Office, e nel 1875 suo padre lo fece trasferire in Sudafrica in qualità di segretario ed assistente di sir Henry Ernest Gascoyne Bulwer, allora vice-governatore della colonia britannica del Natal. Nel 1876 fu trasferito alle dipendenze di Sir Theophilus Shepstone, il quale allora ricopriva la carica di Commissario Speciale per il Transvaal. Dopo il suo ritorno in Inghilterra nel 1880, decise di sposare una ricca ereditiera del Norfolk, Mariana Louisa Margitson, molto amica di sua sorella, ed insieme alla quale fece molti viaggi nella sua amata Africa. I coniugi Haggard ebbero quattro figli, il primogenito, di nome Jack, morì di morbillo nel 1891 all'età di dieci anni, e la morte del figlio fu un durissimo colpo per lo scrittore; delle altre tre figlie, Angela, Dorothy e Mariana Louisa, quest'ultima seguì le orme del padre diventando a sua volta una scrittrice. Fra le sue opere più note abbiamo The Rabbit Skin Cap (1950) e I Walked By Night (1946), oltre ad una biografia del padre dal titolo The Cloak That I Left, pubblicata nel 1951. 
Di ritorno dal loro viaggio in Africa, nel 1882, Haggar e la moglie Mariana si trasferirono nel villaggio natale di quest'ultima, Ditchingham, e successivamente nel villaggio di Kessingland, nel distretto di Waveney. Nonostante nel 1884, dopo aver continuato i suoi studi di legge interrotti a causa dei suoi soggiorni in Africa, Haggard venisse ammesso alla professione forense, manifestò sin dall'inizio uno scarso interesse ad esercitarla, dal momento che, probabilmente, aveva già in mente il progetto di diventare uno scrittore. I suoi primi due racconti, Dawn (1884) e The Witch's Tale (1884) non riscossero il successo sperato.
Secondo un aneddoto, quando uscì L'isola del tesoro di Robert Louis Stevenson nel 1883, Haggard fece una scommessa con suo fratello sostenendo che sarebbe stato in grado di scrivere una storia molto più avvincente; fu così che nacque dopo soli sei mesi di lavoro, il suo romanzo più celebre, Le miniere di re Salomone (King Solomon's Mines, 1885) - primo di una serie che ha per protagonista il cacciatore bianco Allan Quatermain - che risulta essere il primo romanzo di avventura in lingua inglese ambientato in Africa e costituisce un prototipo per il tema del "mondo perduto" che divenne popolare nella letteratura vittoriana, ispirandosi anche alle figure di grandi esploratori ed avventurieri dell'epoca, come Frederick Selous o Frederick Russell Burnham. Non è un caso, infatti, che tre dei suoi romanzi, The Wizard (1896), Elissa; the Doom of Zimbabwe (1899) e Black Heart and White Heart; a Zulu Idyll (1900), fossero tutti dedicati alla figlia di Burnham, Nada, che ricevette questo nome in onore del personaggio di una delle opere di Haggard, scritto nel 1892, Nada the Lily.

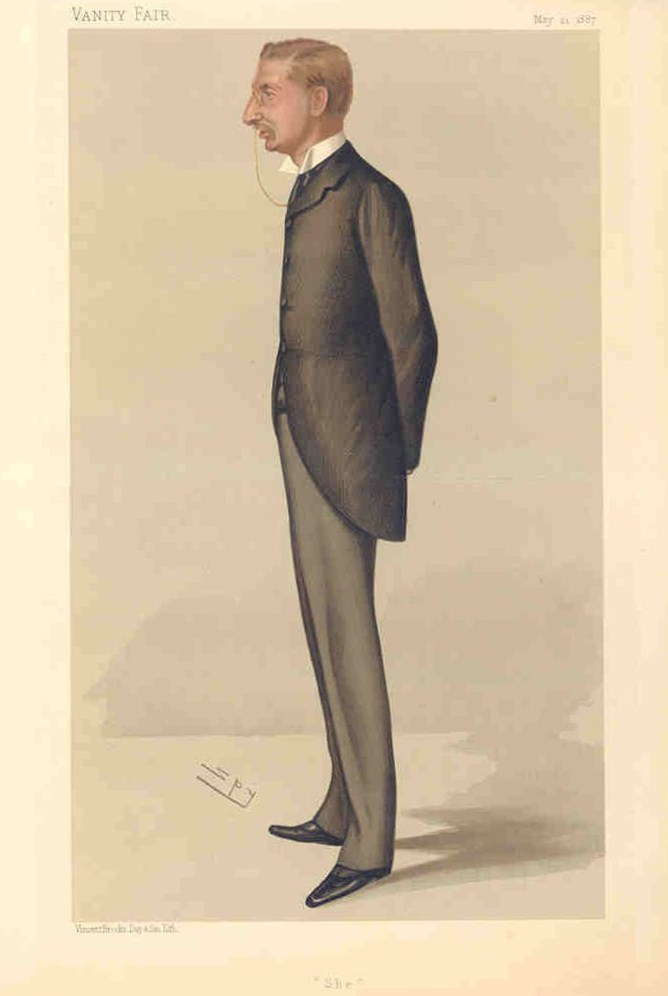
Caricatura di Haggard del disegnatore Leslie Ward sotto lo pseudonimo di Spy, dall'edizione di Vanity Fair del 21 maggio 1887.

Nel 1895 si candidò come esponente conservatore per le elezioni parlamentari per uno dei seggi dell'East Norfolk, senza tuttavia essere eletto, con uno scarto di soli 198 voti dal suo avversario. Nel 1905 Haggard pubblicò un'opera d'inchiesta dal titolo The Poor and the Land, frutto dei suoi continui viaggi come membro della Dominions Royal Commission in tutto il Regno Unito. Proprio per questa sua attenzione per il sociale e per la sua intensa attività in favore della realizzazione di alcune riforme agrarie, venne insignito nel 1912 del titolo di Knight Bachelor. Nel 1917 ricevette il titolo di Cavaliere dell'Ordine dell'Impero Britannico. Morì a Londra lasciando quattro romanzi completati.

## Eredità culturale
Haggard fu elogiato nel 1965 dal biografo e scrittore Roger Lancelyn Green per essere un autore di alto livello e dotato «di capacità letterarie e di una forza immaginativa sorprendente», considerandolo, insieme a Robert Louis Stevenson, uno dei padri della cosiddetta epoca dei narratori (Age of the Story-Tellers).
Carl Gustav Jung prese il personaggio di Ayesha, come esempio letterario del suo concetto di anima, considerando questo personaggio come una mediatrice e guida ultima verso la profondità del proprio Io.

## Opere
Dei romanzi tradotti in italiano è indicata la prima edizione reperita.

### Ciclo di Allan Quatermain

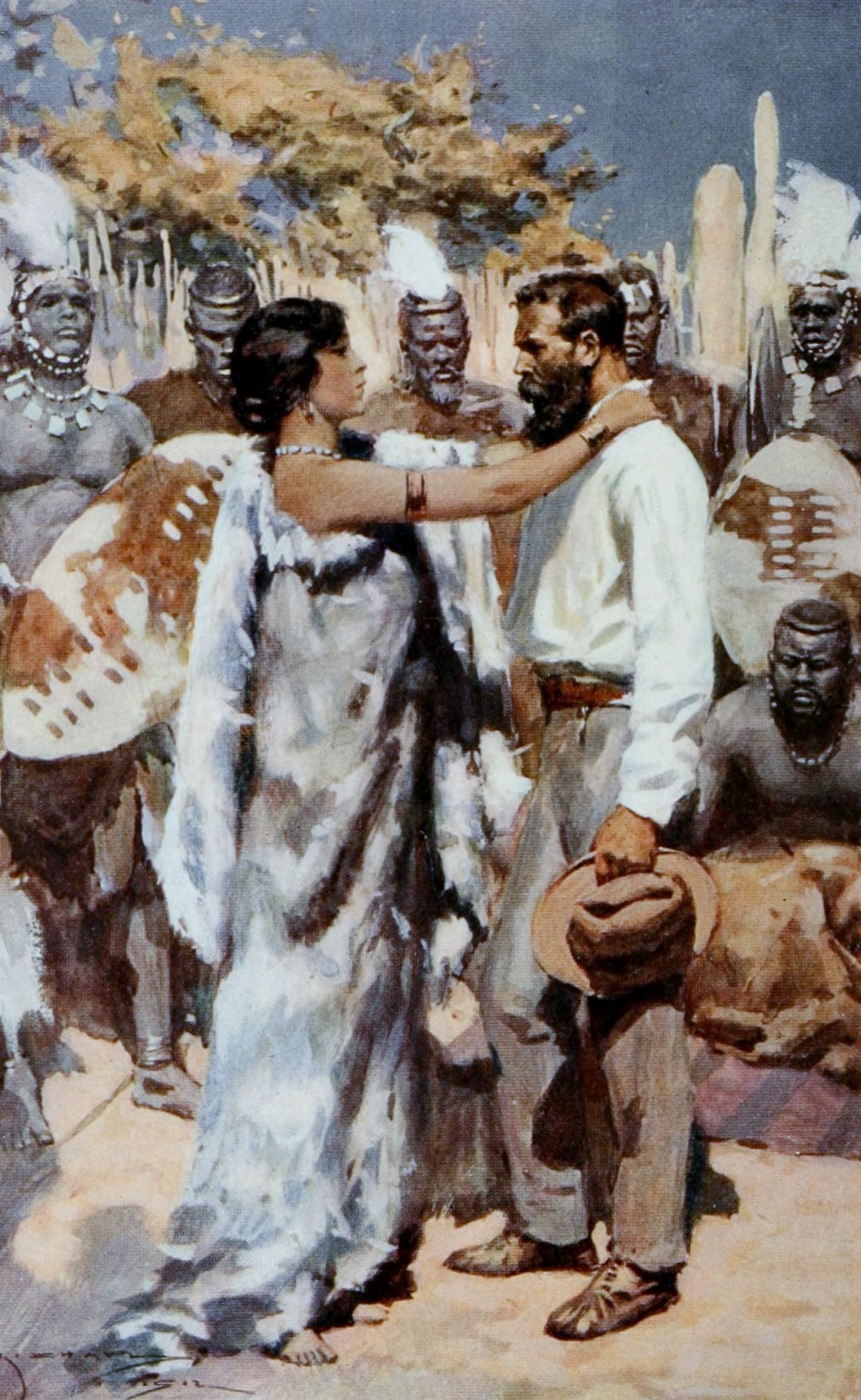
Illustrazione per il frontespizio de La figlia dell'uragano (1913).

- Le miniere di re Salomone (King Solomon's Mines, 1885); traduzione di Gino Sesostra, Romantica Mondiale Sonzogno n.122, Sonzogno, 1935.
- La città nascosta (Allan Quatermain, 1887); traduzione di Alfredo Pitta, Romantica Mondiale Sonzogno n. 200, Sonzogno, 1939.
- Allan's Wife (1887), raccolta; contiene:
  - Hunter Quatermain's Story (pubblicato per la prima volta in In a Good Cause, 1885);
  - A Tale of Three Lions (pubblicato per la prima volta a puntate in Atalanta Magazine, ottobre-dicembre 1887);
  - Long Odds (pubblicato per la prima volta in Macmillan's Magazine, febbraio 1886).
- La vendetta di Maiwa (Maiwa's Revenge, 1888); traduzione di Emilio Girardi, Il Romanzo d'Avventure, n. 67, Sonzogno, 1929.
- Marie (1912).
- Magepa the Buck (pubblicato per la prima volta in Pears' Annual, 1912), racconto, incluso nella raccolta Smith and the Pharaohs (1921).
- La figlia dell'uragano (Child of Storm, 1913); traduzione di Alfredo Pitta, Romantica Mondiale Sonzogno n.193, Sonzogno, 1939.
- Allan and The Holy Flower (1915; pubblicato per la prima volta a puntate su Windsor Magazine, dicembre 1913-novembre 1914).
- The Ivory Child (1916).
- Finished (1917).
- The Ancient Allan (1920).
- She and Allan (1921).
- Il dio mostro (Heu-heu: or The Monster, 1924), racconto; traduzione di Paolo Busnelli, in La scimmia e l'incubo, I Libri della Paura n.15 (7), SIAD Edizioni, 1980.
- Treasure of the Lake (1926).
- Gli dei del ghiaccio (Allan and the Ice Gods, 1927); traduzione di Alfredo Pitta, Il Romanzo d'Avventure, n. 108, Sonzogno, 1933.

### Ciclo di Ayesha
- Lei o La donna eterna (She, 1887); (in 15 puntate) in La Domenica del Corriere a. III, n.15-29, Corriere della Sera, 1901.
- Il ritorno di Lei o Il ritorno di Ayesha (Ayesha: The Return of She, 1905); come Il ritorno di Ayesha, traduzione di Ugo Roberto Pitta, Romantica Mondiale Sonzogno n.65, Sonzogno, 1932.
- She and Allan (1921).
- Wisdom's Daughter: The Life and Love Story of She-Who-Must-Be-Obeyed (1923).

### Altre opere

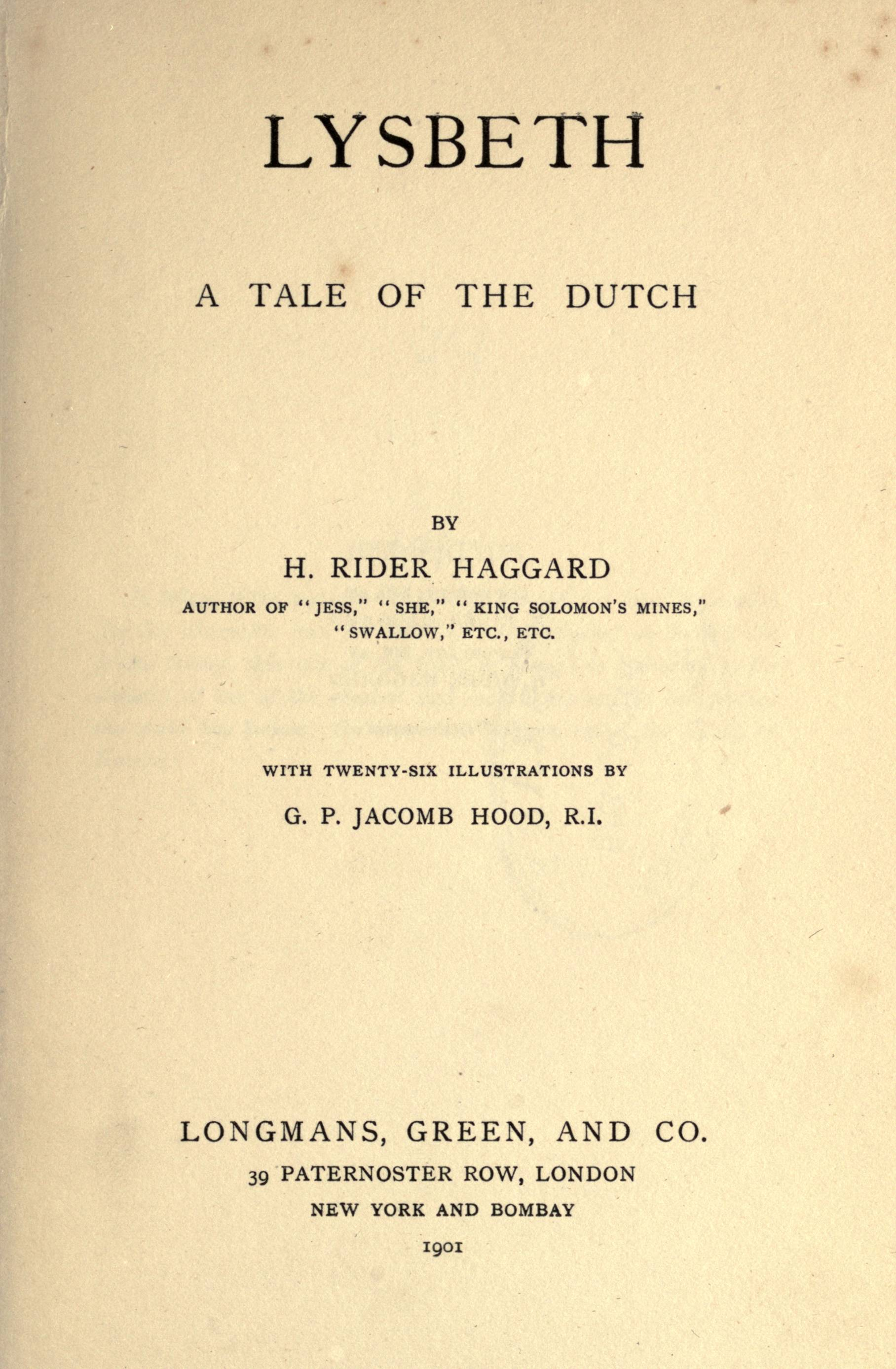
Frontespizio di Lysbeth (1901).

- Cetywayo and his White Neighbours; Remarks on Recent Events in Zululand, Natal, and the Transvaal (1882).
- Dawn (1884).
- The Witch's Head (1884).
- Jess (1887).
- Mr. Meeson's Will (1888).
- My Fellow Laborer and the Wreck of the Copeland (1888).
- Colonel Quaritch, V.C. (1888).
- Cleopatra (1889).
- Beatrice (1890).
- Ulisse - Il viaggio del desiderio (The World's Desire, 1890), scritto con Andrew Lang;[6] traduzione di Cristiano Sassetti, Fanucci Editore, 1998.
- Eric Brighteyes (1891).
- Nada il giglio o Ciaka, il leone degli Zulù (Nada the Lily, 1892); come Nada il Giglio, traduzione di Alfredo Pitta, Romantica Mondiale Sonzogno, n. 145, Sonzogno, 1936.
- Montezuma's Daughter (1893).
- The People of the Mist (1894).
- Joan Haste (1895).
- Heart of the World (1895).
- Church and State (1895).
- Il mago (The Wizard, 1896); come Lo stregone, Il Romanzo Mensile anno III-n. 6, Corriere della Sera, 1905.
- La predizione della strega o Cuore nero e Cuore bianco. Un idillio zulù (Black Heart and White Hearth, 1896; romanzo breve); come Cuore nero e Cuore bianco. Un idillio zulù, in appendice a L'indiscrezione della duchessa, Il Romanzo Mensile anno III-n. 10, Corriere della Sera, 1905.
- Doctor Therne (1898).
- Swallow (1898).
- A Farmer's Year (1899).
- The Last Boer War (1899).
- The Spring of Lion (1899).
- Montezuma's Daughter (1899).
- Elissa (Elissa: The Doom of Zimbabwe, 1899), in appendice a Le ultime avventure di Sherlock Holmes. Parte Seconda, Il Romanzo Mensile anno III-n. 5, Corriere della Sera, 1905.
- Black Heart and White Heart; a Zulu idyll (1900).
- The New South Africa (1900).
- A Winter Pilgrimage (1901).
- Lysbeth (1901).
- Rural England (1902).
- Pearl Maiden (1903).
- Stella Fregelius (1904).
- Brethren (1904).
- The Poor and the Land (1905).
- A Gardener's Year (1905).
- Report of Salvation Army Colonies (1905).
- The Way of the Spirit (1906).
- Benita (1906).
- Fair Margaret (1907).
- The Ghost Kings (1908).
- L'idolo d'oro (The Yellow God, 1908); (10 puntate) in appendice a Il Romanzo Mensile, Corriere della Sera, 1909-1910.
- La signora di Blossholme (The Lady of Blossholme, 1909); traduzione di Alfredo Pitta, Romantica Mondiale Sonzogno, n. 103, Sonzogno, 1934.
- Queen Sheba's Ring (1910).
- Regeneration: being an account of the social work of the Salvation Army (1910).
- Stella del mattino (Morning Star, 1910); traduzione di Ugo Roberto Pitta, Romantica Mondiale Sonzogno n.131, Sonzogno, 1936
- Red Eve (1911).
- The Mahatma and the Hare (1911).
- Rural Denmark (1911).
- Bisanzio (1914).
- La collana del vagabondo o Iduna la bella o Olaf Spadarossa. L'uomo del nord (The Wanderer's Necklace, 1914); (1ª puntata) come Iduna la bella, traduzione di Alfredo Pitta, I Romanzi di Cappa e Spada, n. 4, Arnoldo Mondadori Editore, 1933.
- A call to Arms (1914).
- After the War Settlement and Employment of Ex-Service Men (1916).
- Love Eternal (1918).
- Moon of Israel (1918).
- La principessa splendente (When the World Shook, 1919); traduzione di Roberta Rambelli, I Libri di Fantasy. Il Fantastico nella Fantascienza n.3 [III], Fanucci Editore, 1982.
- Smith and the Pharaohs (1921) raccolta di racconti.
- The Virgin of the Sun (1922).
- Queen of the Dawn (1925).
- The Days of my Life: An autobiography of Sir H. Rider Haggard (1926).
- Mary of Marion Isle (1929).
- Belshazzar (1930).

## Filmografia
Alcuni film tratti dalle opere di Rider Haggard:
Da Le miniere di re Salomone:
- King Solomon's Mines (1937), inedito in Italia;
- Le miniere di re Salomone (King Solomon's Mines, 1950) per la regia di Compton Bennett e Andrew Marton;
- Allan Quatermain e le miniere di re Salomone (King Solomon's Mines, 1985) di J. Lee Thompson, che ha avuto un seguito (Gli avventurieri della città perduta, 1987);
- King Solomon's Mines (2004), miniserie TV;
- Allan Quatermain and the Temple of Skulls (2008) di Mark Atkins, film a basso costo per il circuito direct-to-video.

Da La donna eterna:
- La colonne de feu (1899);
- She (1908);
- She (1911);
- She (1916);
- She (1917);
- She (1925);
- La donna eterna (She) (1935);
- La dea della città perduta (She) (1965);
- She (1982);
- She (2001);

Da Jess:
- Jess, regia di Arthur Maude[7] - mediometraggio (1914);
- Heart and Soul (1917) di J. Gordon Edwards con Theda Bara.

Da Dawn:
- Dawn (1917) di Horace Lisle Lucoque con Karina, Hubert Carter, Madeline Seymour ed Edward Combermere.

Da Moon of Israel:
- Schiava regina (Die Sklavenkönigin o The Moon of Israel) di Michael Curtiz (1921), con María Corda, Adelqui Miglia, Arlette Marchal ed Henry Mar.